# Lista de últimos monarcas da Europa
Esta relacionada na lista de últimos monarcas da Europa os últimos soberanos de países que abandonaram o sistema monárquico ao longo da história. Será mostrado além dos nomes dos países e dos últimos monarcas, a data de sua deposição e as razões. Cada célula onde se explicam as razões serão feitas ligações com fatos que ajudaram a destituir as monarquias de cada país.
Serão demonstrados apenas países que tiveram um monarca e soberania ou autonomia local. Como por exemplo o Grão-Ducado da Finlândia, membro do Império Russo e com o soberano russo como seu monarca e gozando de autonomia.

## Últimos monarcas da Europa
| Estado          | Monarca | Monarca           | Título                       | Nascimento              | Reinado                | Reinado                 | Motivos                 | Morte                  | Brasão | Ref.   |
| --------------- | ------- | ----------------- | ---------------------------- | ----------------------- | ---------------------- | ----------------------- | ----------------------- | ---------------------- | ------ | ------ |
| Albânia         |         | Vitor Emanuel III | Rei da Albânia               | 11 de novembro de 1869  | 16 de abril de 1939    | 3 de setembro de 1943   | Armistício de Cassibile | 28 de dezembro de 1947 |        | [ 2 ]  |
| Alemanha        |         | Guilherme II      | Imperador Alemão             | 27 de janeiro de 1859   | 15 de junho de 1888    | 9 de novembro de 1918   | Abdicação               | 9 de junho de 1941     |        | [ 3 ]  |
| Armênia         |         | Cacício II        | Rei da Armênia               | 1025                    | 1042                   | 1045                    | Abdicação               | 1079                   |        |        |
| Áustria-Hungria |         | Carlos I          | Imperador da Áustria         | 17 de agosto de 1887    | 21 de novembro de 1916 | 16 de novembro de 1918  | Abdicação               | 1 de abril de 1922     |        | [ 4 ]  |
| Bósnia          |         | Estêvão IV        | Rei da Bósnia                | c.1438                  | 10 de julho de 1461    | 25 de maio de 1463      | Deposição e execução    | c. Junho de 1463       |        | [ 5 ]  |
| Bulgária        |         | Simeão II         | Czar da Bulgária             | 16 de junho de 1937     | 28 de agosto de 1943   | 15 de setembro de 1946  | Deposição               | Vivo                   |        | [ 6 ]  |
| Chipre          |         | Catarina          | Rainha do Chipre             | 25 de novembro de 1454  | 26 de agosto de 1474   | 26 de fevereiro de 1489 | Deposição               | 10 de julho de 1510    |        |        |
| Croácia         |         | Tomislau II       | Rei da Croácia               | 9 de março de 1900      | 18 de maio de 1941     | 31 de julho de 1943     | Abdicação               | 29 de janeiro de 1948  |        | [ 7 ]  |
| Finlândia       |         | Frederico         | Rei da Finlândia (Designado) | 1 de maio de 1868       | 9 de outubro de 1918   | 10 de dezembro de 1918  | Abdicação               | 28 de maio de 1940     |        | [ 8 ]  |
| França          |         | Napoleão III      | Imperador dos Franceses      | 20 de abril de 1808     | 2 de dezembro de 1852  | 4 de setembro de 1870   | Deposição               | 9 de janeiro de 1873   |        | [ 9 ]  |
| Grécia          |         | Constantino II    | Rei dos Helenos              | 2 de junho de 1940      | 6 de março de 1964     | 1 de junho de 1973      | Deposição               | Vivo                   |        | [ 10 ] |
| Irlanda         |         | Jorge VI          | Rei da Irlanda               | 14 de fevereiro de 1895 | 11 de dezembro de 1936 | 29 de dezembro de 1937  | República Proclamada    | 6 de fevereiro de 1952 |        |        |
| Islândia        |         | Cristiano X       | Rei da Islândia              | 26 de setembro de 1870  | 14 de maio de 1912     | 17 de junho de 1944     | República Proclamada    | 20 de abril de 1947    |        | [ 11 ] |
| Itália          |         | Humberto II       | Rei da Itália                | 15 de setembro de 1900  | 9 de maio de 1946      | 18 de junho de 1946     | Abdicação               | 18 de março de 1983    |        | [ 12 ] |
| Lituânia        |         | Mindaugas II      | Rei da Lituânia              | 30 de maio de 1864      | 11 de julho de 1918    | 2 de novembro de 1918   | Deposição               | 14 de março de 1928    |        | [ 13 ] |
| Malta           |         | Isabel II         |                              | 21 de abril de 1926     | 6 de fevereiro de 1952 | 13 de dezembro de 1974  |                         | 8 de setembro de 2022  |        |        |
| Montenegro      |         | Nicolau I         | Rei do Montenegro            | 7 de outubro de 1841    | 28 de agosto de 1910   | 26 de novembro de 1918  | Abdicação               | 1 de março de 1921     |        | [ 14 ] |
| Polónia         |         | Nicolau II        | Rei da Polônia               | 18 de agosto de 1868    | 1 de novembro de 1894  | 15 de março de 1917     | Abdicação               | 17 de julho de 1818    |        |        |
| Portugal        |         | Manuel II         | Rei de Portugal e Algarve    | 15 de novembro de 1889  | 1 de fevereiro de 1908 | 5 de outubro de 1910    | Deposição               | 2 de julho de 1932     |        | [ 15 ] |
| Roménia         |         | Miguel I          | Rei da Romênia               | 25 de outubro de 1921   | 6 de setembro de 1940  | 30 de dezembro de 1947  | Deposição               | 5 de dezembro de 2017  |        | [ 16 ] |
| Rússia          |         | Nicolau II        | Imperador da Rússia          | 18 de agosto de 1868    | 1 de novembro de 1894  | 15 de março de 1917     | Abdicação               | 17 de julho de 1918    |        | [ 17 ] |
| Iugoslávia      |         | Pedro II          | Rei da Iugoslávia            | 6 de setembro de 1923   | 9 de outubro de 1934   | 29 de novembro de 1943  | Deposição               | 3 de novembro de 1970  |        | [ 18 ] |